# Sistema delle Cinque Montagne
Il Sistema delle cinque montagne e dieci monasteri (zh. 五山十刹制度T, Wǔ Shān Shí Chà ZhìdùP jp.  (五山十刹制度?, Gozan Jissetsu Seido)), più comunemente reso come Cinque Montagne (zh. 五山T, Wǔ ShānP jp.  (五山?, Gozan)) o Cinque Grandi Montagne, era una rete di templi buddisti Chán (Zen) sponsorizzati dallo stato creati in Cina al tempo della dinastia Song meridionale (1127–1279). Il sinogramma 山T, lett. "montagna" è qui reso con significato di "Tempio" o "Monastero" perché la maggior parte dei monasteri, con i relativi templi, erano costruiti su montagne isolate. Il sistema ebbe origine in India e, per tramite della Cina, fu successivamente adottato anche in Giappone durante il tardo periodo Kamakura (1185–1333). Il sistema fu creato in Cina per assoggettare al controllo governativo il crescente potere economico e sociale del Chán, ormai divenuto la principale forma di buddismo nel Celeste Impero, facendone uno strumento di propaganda manovrato dall'apparato burocratico confuciano della Corte imperiale.
Nel Sol Levante, in ragione della complessa situazione politica contestuale all'attecchimento del Sistema, le Cinque montagne (jp. Gozan) divennero dieci: cinque a Kamakura e cinque a Kyoto. Ancor più che in Cina, il Sistema creò in Giappone una burocrazia parallela a quella statale ed aiutò lo Shogunato Ashikaga (1336–1573) a stabilizzare il paese durante il turbolento Periodo Nanboku-chō (1336–1392). Sotto i dieci templi Gozan c'erano dieci templi Jissetsu (十刹?), seguiti da un'altra rete chiamata Shozan (諸山?, Lett. "Molti templi"). I termini Gozan e "Sistema delle Cinque Montagne" sono usati sia per i dieci templi apicali sia per la rete, includendo quindi anche i templi Jissetsu e Shozan.
 
A Kamakura esisteva un parallelo "Sistema delle Cinque Montagne" di conventi chiamati Amagozan (尼五山?), di cui il famoso Tōkei-ji è l'unico sopravvissuto.

## Il sistema in Cina

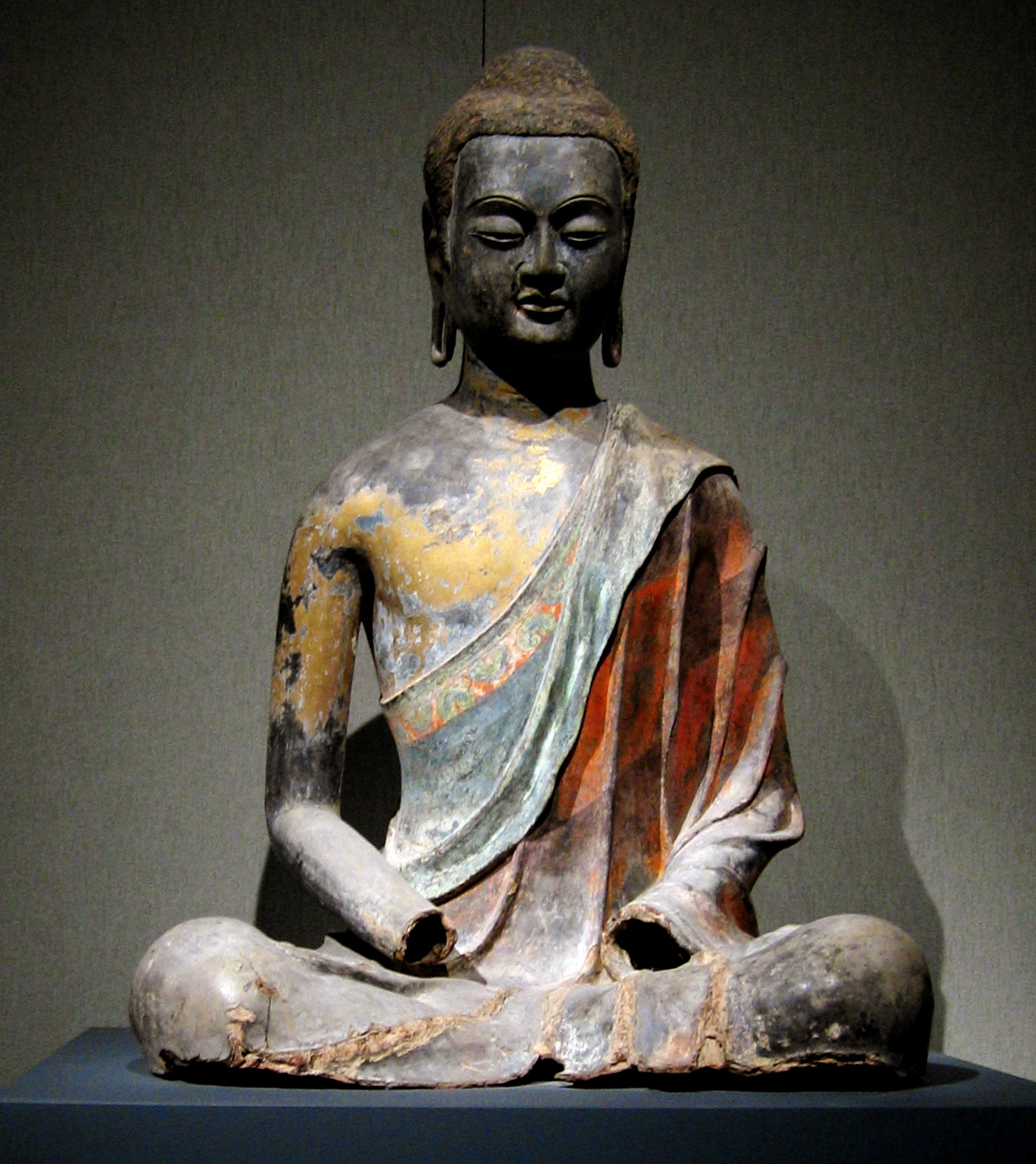
Buddha, arte Tang (618-907), Hebei.

Al tempo della dinastia Song meridionale (1127–1279), il Buddismo Chán (Zen in giapponese) era la forma dominante di monachesimo buddista in Cina e godeva di notevole sostegno imperiale. Tale patronato costrinse però il Chán ad assumere determinate caratteristiche e a sviluppare una rete di uffici e rituali voluti dallo Stato. Intorno al XII secolo, la ricchezza monastica e i mecenatismo imperiale divennero ancor più pronunciati con la creazione, per ordine imperiale diretto, nel Sud della Cina, del 五山十刹制度T, Wǔ Shān Shí Chà ZhìdùP, lett. "Sistema delle cinque montagne e dieci templi", quando i Song erano stati costretti a ricollocarsi nella Cina meridionale (1127–1279) causa la loro sconfitta nella battaglia di Kaifeng (1127) da parte della dinastia Jīn (v.si Guerre Jin-Song). Trattatasi d'un sistema di templi e monasteri sponsorizzati dallo stato, costruiti per pregare gli dèi per la dinastia e lo stato, minacciato dai nemici della Cina settentrionale (gli Jurchen-Jīn prima ed i mongoli di Gengis Khan dopo). La riforma venne attuata dall'imperatore Ningzong (r. 1194–1224) che, nei fatti, ratificò un modus operandi che la dinastia aveva, sin dal volgere del X secolo, attuato. Il sistema aveva al suo vertice cinque templi famosi e dieci minori immediatamente loro sottoposti. I funzionari-letterati di corte sceglievano sia i cinque templi del livello più alto sia il capo sacerdote che li governava.
Il Wǔ Shān Shí Chà Zhìdù fu ideato appositamente per burocratizzare e controllare il potere dei templi Chán, un potere che andava crescendo con gli anni e preoccupava i funzionari confuciani del governo centrale. La conseguente sottomissione della rete Chán al potere imperiale e ai suoi obiettivi venne ripresa anche dalle dinastie successive ai Song. Il codice della dinastia Yuan Baizhang qinggui (1336) enfatizzò le preghiere per gli antenati monastici e l'imperatore, descritto addirittura come un Nirmāṇakāya (zh. 應身T, Yīng ShēnP, lett. "Buddha incarnato"). La complessa burocrazia monastica descritta dal codice riflette chiaramente l'amministrazione imperiale con la sua distinzione tra ranghi/uffici orientali e occidentali. Da allora il codice fu utilizzato continuamente e non solo all'interno del Buddismo Chán.

### Storia
Il Buddismo iniziò a diffondersi in Cina dall'India nel I secolo, complice il protettorato politico-militare esteso dalla regnante dinastia Han (206 a.C.–220 d.C.) sull'Asia centrale e sulla Via della seta (v.si Trasmissione del buddismo tramite la Via della seta), per tramite di missionari Nikāya prima e Mahāyāna poi che, oltre a tradurre in cinese i sutra, seppero/riuscirono ad integrare la loro dottrina con quella del Taoismo allora ormai dominante nel Celeste Impero. Il monachesimo buddista divenne immensamente popolare in Cina a partire dal IV secolo, quando l'esenzione dalle tasse dei monaci convinse i contadini poveri a vestirne l'abito. Furono fondati e mantenuti almeno 4.000 monasteri, alcuni dei quali «per dimensioni e magnificenza nessuna casa di principe poteva eguagliare», finanziati dal governo che alla fine favorirono diffidenza ed aperta ostilità nei confronti del buddismo, sia per invidie fiscali sia perché la casta cinese dei burocrati, i funzionari-letterati confuciani, criticava il buddismo, pur apprezzandone "privatamente" il rigore e la morale, in quanto ideologia aliena e quindi minaccia all'ordine morale della società. A partire dal V secolo principiò in Cina una precipua forma di buddismo, la Scuola Chán (zh. 禪宗T, Chán zōngP), rifacentesi agli insegnamenti del semi-mitico patriarca Mahāyāna Bodhidharma (483–540).
Tra V e X secolo, Quattro persecuzioni anti-buddiste vennero promosse in Cina, la più violenta delle quali durante la decadenza della dinastia Tang (618–907), altrimenti ricordata come "Età dell'oro del buddismo cinese", che, con l'imperatore Wuzong di Tang (r. 840–846), distrusse più di 4.000 templi, costrinse al ritorno nel mondo 260.000 tra monaci e monache e pose le strutture superstiti sotto un rigido controllo governativo. Il successivo periodo di sconvolgimenti politici e guerre civili noto come Cinque dinastie e dieci regni (907–960/979) colpì duramente il buddismo cinese, con varie tradizioni locali che si contrassero o s'estinsero. In ultimo, l'imperatore Shizong (r. 954–959) degli Zhou posteriori promosse nel 955 l'ultima persecuzione anti-buddista, distruggendo 3.000 dei circa 6.000 templi presenti in Cina.

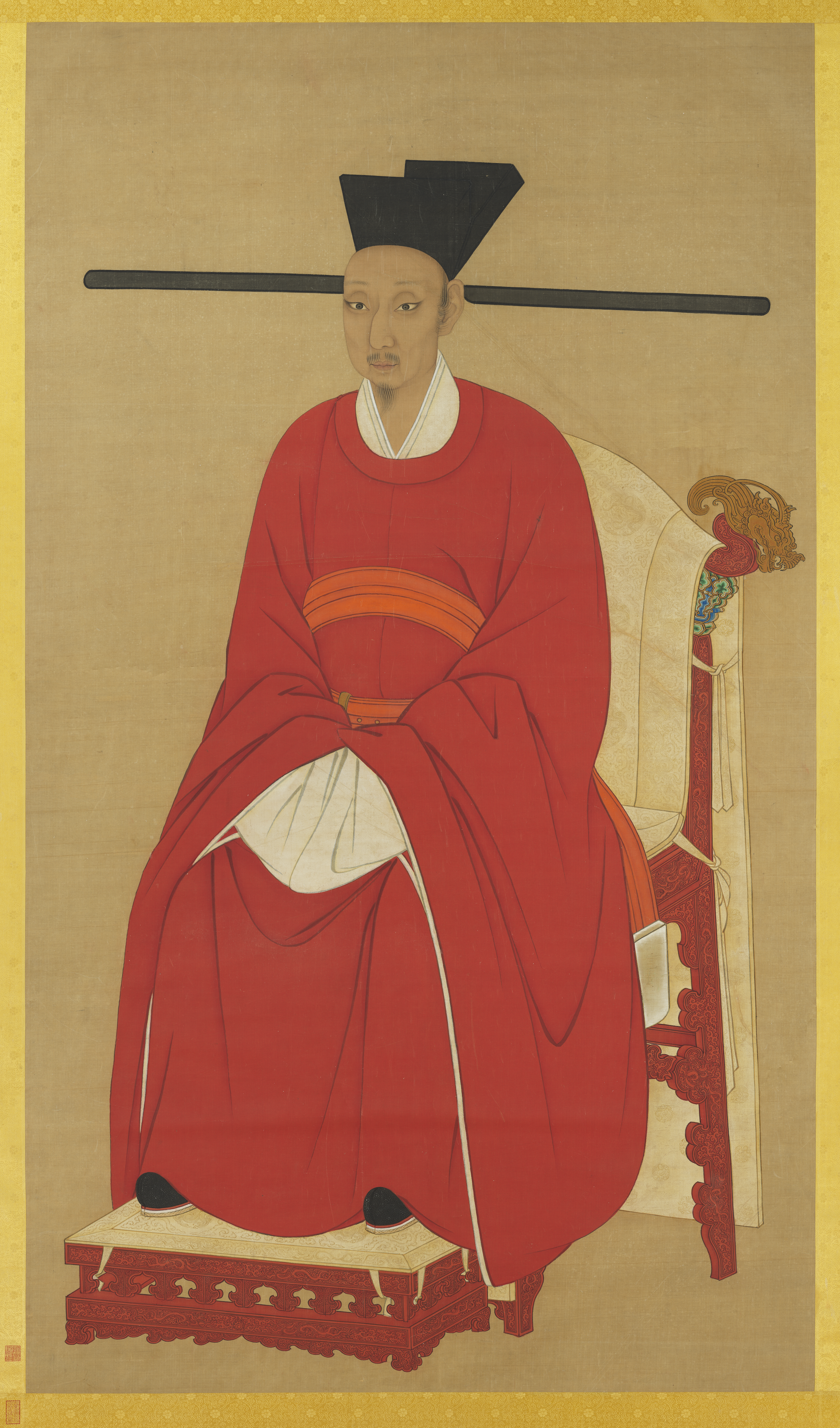
L'imperatore Song Ningzong (r. 1194–1224), che ufficializzò il Sistema delle Cinque Montagne.

La "questione buddista" fu pertanto uno dei problemi di politica interna che la dinastia Song (960–1279) si trovò a dover fronteggiare quando riuscì a riunire sotto di sé l'impero dei Tang nel 979. Con la sola eccezione del fervente taoista Huizong (r. 1100–1126), gli imperatori Song non osteggiarono il buddismo, anzi, se ne servirono come strumento di controllo socio-politico. Parallelamente, per opera di Wang Anshi (1021–1086), Cancelliere dell'imperatore Shenzong (r. 1067–1085), e delle sue 新法T, lett. "Nuove Politiche", la Corte iniziò ad assumere le funzioni d'assistenza sociale precedentemente fornite dai soli monasteri buddisti: orfanotrofi, ospedali, dispensari, ospizi, cimiteri e granai di riserva. Il governo centrale riconobbe ed ufficializzò la presenza di Cinque Scuole Chán tra le quali fu inizialmente (X-XI secolo) la Scuola Fayan (zh. 法眼宗T, Fǎyǎn ZōngP) a reggere le sorti del movimento salvo poi lasciare il posto alla Scuola Linjin (zh. 臨濟宗T, Línjǐ ZōngP) più gradita ai funzionari-letterati confuciani. Principiò in questo periodo anche l'ibridazione tra il Chán e l'amidismo (zh. 净土宗ST, JìngtǔzōngP, lett. "Scuola della Terra Pura"), l'altra grande corrente buddista cinese sopravvissuta alle purghe di Wuzong, grazie al maestro Yongming Yanshou (904–975), abate del Língyǐn Sì dal 960 e del Jìngcí Sì dal 961. La Corte riconobbe poi taluni privilegi, bilanciati da stringenti regolamenti statali, ai monasteri buddisti della capitale imperiale (Kaifeng) e delle più importanti città dell'impero, un supporto che si tradusse in ovvio benessere economico e portò all'erigenda di complessi monastico templari che secoli dopo, in epoca Ming (1368–1644), sarebbero stati definiti come «impressionanti». Sempre durante il periodo Song, il Chán si diffuse in Corea (il solo Yongming ordinò 36 monaci coreani) ed in Giappone (v.si seguito).

Dopo la devastante sconfitta dei Song da parte dei Jīn nella battaglia di Kaifeng (1127), il nuovo imperatore Gaozong (r. 1127–1162) spostò la corte a sud del Fiume Azzurro e, dopo varie peripezie, rilocalizzò la capitale imperiale ad Hangzhou (Zhejiang) e firmò la pace con gli Jurchen (v.si Trattato di Shaoxing). Tra i transfughi che seguirono la dinastia nel Meridione figurava anche Dahui Zonggao (1089–1163) del Chán-Linjin che, entro il 1140, quale abate del Jingshan Sì, era accreditato come buddista più eminente dell'impero Song ed annoverava tra i suoi discepoli diversi alti funzionari della Corte.

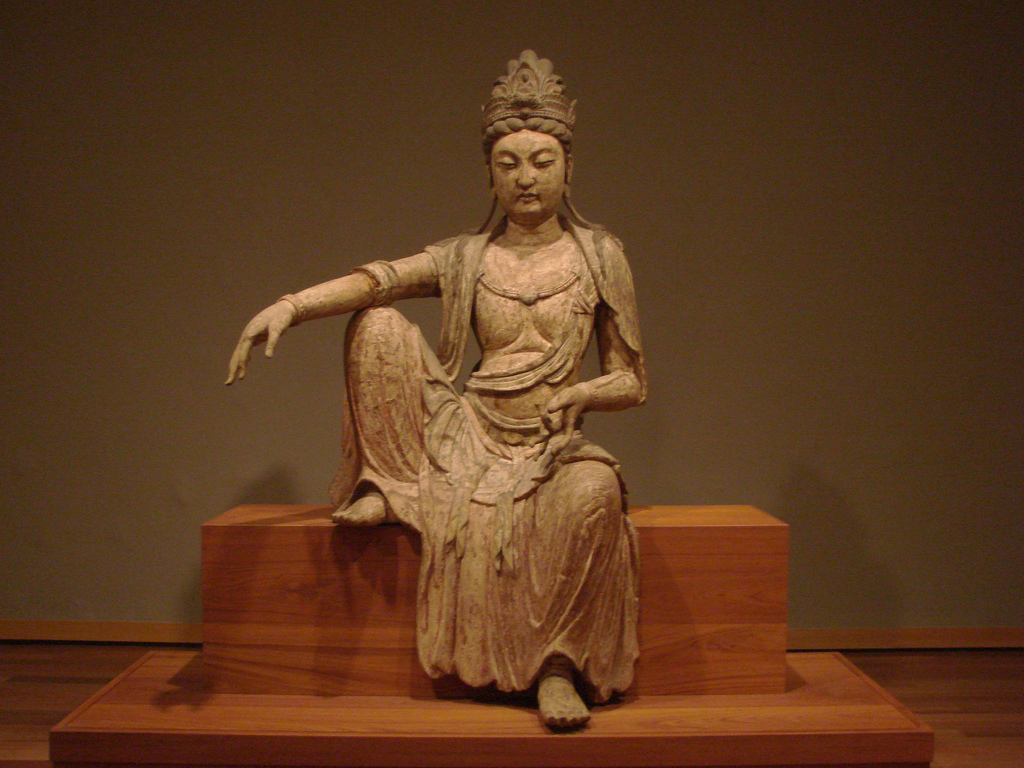
Una rappresentazione della bodhisattva (菩薩) Guānyīn (觀音) in legno (c. 1025), arte Song. La posizione della statua è "giocosa" (līlāsana) con la gamba destra avvicinata al tronco e la sinistra poggiata a terra.

Come anticipato, durante il regno di Ningzong (1194–1224) fu ufficializzato il Wǔ Shān Shí Chà Zhìdù che, tra le altre cose, sancì in modo definitivo il predominio della Scuola Linjin all'interno del Chán e ratificò uno status quo ormai consolidato. Assoggettata al controllo statale, la monachesi buddista fu allora libera di prosperare in Cina e, al 1221, quasi mezzo milione di monaci e suore buddisti popolavano templi ed abbazie nel Celeste Impero.
La conquista mongola della Cina (r. 1205–1279) non impattò negativamente sul predominio Chán né sul Wǔ Shān Shí Chà Zhìdù. Anzitutto, i Khagan (imperatori) mongoli, dai tempi di Gengis Khan, furono decisamente tolleranti con tutte le religioni professate nel loro vasto impero. Il Chán in particolare fu inizialmente favorito dalla scelta di Khagan Güyük (r. 1271–1294) di fare d'un monaco chán, Haiyuan, l'amministratore di tutti gli "affari buddisti" nel 1247. La successiva conquista mongola del Tibet (1251) da parte di Khagan Munke (r. 1251–1259) orientò però pesantemente le simpatie dei gengiscanidi verso il Buddismo tibetano. Il fratello e successore di Munke, Kublai Khan (r. 1260–1294), poi fondatore in Cina della dinastia Yuan (1279–1368) come imperatore 世祖T, ShizuP di Yuan (r. 1271–1294), fu fortemente influenzato da un Lama (zh. 喇嘛T, lǎmáP) tibetano, il V patriarca della scuola Sakya/Sakyapa Drogön Chögyal Phagpa (1235-1280, 發合思巴T, FāhésībāP), prima suo consigliere spirituale e guru e poi 國師T, 国师S, GuóshīP, lett. "Precettore dello Stato" e sovrano de facto del Tibet. Da quel momento, ogni imperatore Yuan ebbe un lama come guida spirituale, i cui discepoli esercitarono il controllo sul saṃgha (zh. 僧伽S, SēngjiāP) cinese e sui religiosi delle altre fedi presenti nell'impero. Un controllo violento e "terroristico" che provocò forti diffidenze da parte del clero buddista e del popolo cinese nei confronti di credenze e usanze lamaiste, mai pertanto penetrate nel tessuto culturale buddista cinese perché viste come imposizione dei "barbari" sovrani mongoli. Questa diffidenza, se non aperta ostilità, consentì ai monasteri delle scuole buddiste cinesi di costituirsi quali custodi dell'autentica tradizione agli occhi del popolo. Nuove sette Chán, non necessariamente connesse con quelle originarie, prosperarono nel periodo ed il 108º Patriarca Chán, Dhyānabhadra (1289–1363), fu molto attivo in Cina (e in Corea). Al netto dei dissapori tra buddisti cinesi e buddisti tibetani, fu però proprio durante il periodo Yuan che il controllo statale cinese sui monasteri, per tramite del Wǔ Shān Shí Chà Zhìdù, raggiunse il suo apice. Data al regno di Toghon Temür (1333–1368), ultimo imperatore Yuan, il sopracitato codice 敕修百丈清規T, Chixiu Baizhang QingguiP compilato da Dongyang Dehui che identifica il Gran Khan con il Buddha Incarnato ed impone di pregare per lui! Contestualmente, però, si verificarono diversi casi d'emigrazione in Giappone di monaci Chán (es. Lanxi Daolong), motivati certo da intenti missionari ma anche presumibilmente spinti prima dagli sconvolgimenti della Guerra Mongoli-Song e poi dal malessere provocato dal controllo lamaista sugli affari buddisti dell'Impero Yuan.
Gli ultimi anni di regno di Toghon Temür furono caratterizzati da carestie e rivolte, l'ultima delle quali, la Rivolta dei Turbanti Rossi (r. 1351–1368) fu fatale per i mongoli, ricacciati nell'Altopiano natio dal capo-ribelle Zhū Yuánzhāng (1328–1398) che fondò la dinastia Ming come imperatore 洪武T, HóngwǔP, lett. "Gloria marziale" (r. 1368–1398). Figlio di contadini morti nella carestia del '44, Hongwu crebbe nel monastero buddista Huángjué prima di aderire alla setta del Loto bianco ed entrare nei 紅巾T, HóngjīnP, lett. "Turbanti Rossi". Fatte queste premesse, fu inevitabile che il Buddismo cinese godesse d'una certa ripresa sotto i Ming, anche se la nuova dinastia predilesse il Neoconfucianesimo, emarginando e controllando Buddismo e Taoismo. Durante la dinastia Ming, la scuola Chán era così dominante che tutti i monaci cinesi erano affiliati alla Scuola Linji o alla Scuola Caodong (zh. 曹洞宗T, Cáodòng zōngP, Ts'ao-tung-tsungW). In generale, comunque, in quel tempo la tendenza tipicamente cinese al sincretismo religioso aveva portato tutte le varie branche del buddismo sinico a fondersi le une con le altre.

### Funzione

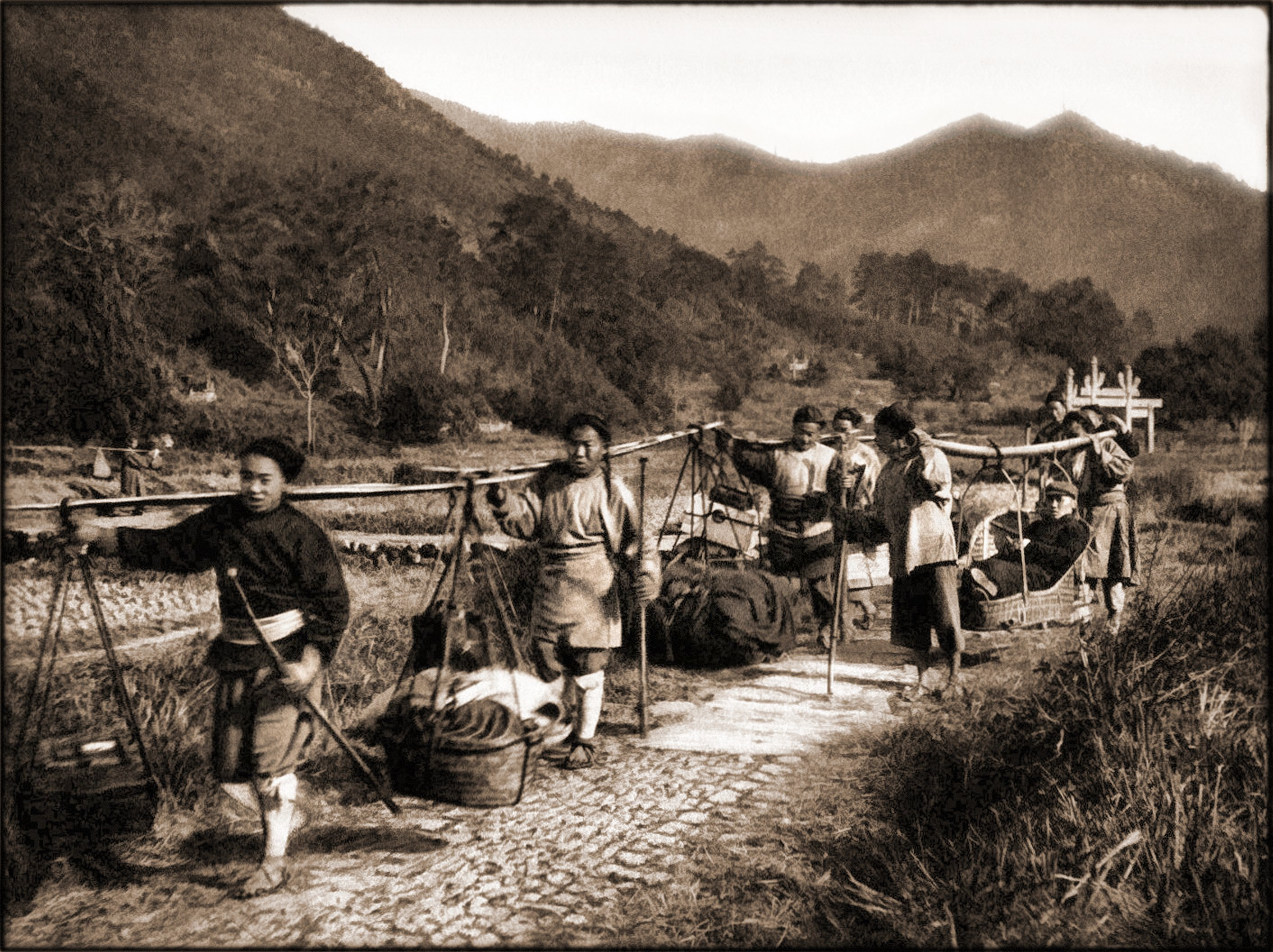
Contadini portano rifornimenti al Tempio Tiantong - fotografia del 1906.

I monasteri buddisti resi "pubblici" dai Song, tutti Chán-Linjin, svolgevano servizi statali come memoriali per i caduti in guerra, calendari religiosi per compleanni e giorni di morte degli imperatori, la conservazione di lavori calligrafici e ritrattistica imperiali, oltre, come anticipato, a pregare gli dèi per la dinastia e lo Stato, minacciato dai "barbari" settentrionali (i Jīn prima e i mongoli dopo). In conseguenza, gli abati dei grandi monasteri erano selezionati e nominati dalla Corte alla stregua degli altri ufficiali pubblici. I monaci stessi, nei monasteri pubblici, era poi sovente coinvolti negli affari pubblici.

Questa struttura statalizzata del Chán garantì finalmente al movimento una forma di stabilità scolastica che lo uniformò: in buona sostanza, il Wǔ Shān Shí Chà Zhìdù si costituì quale rete privilegiata (se non unica) per lo sviluppo, l'apprendimento e la diffusione del Buddismo Chán. Ciò aiuta anche a comprendere perché, da lì a qualche secolo, il Chán avrebbe finito con l'identificarsi unicamente con le scuole Linji e Caodong dominanti all'interno del Sistema.

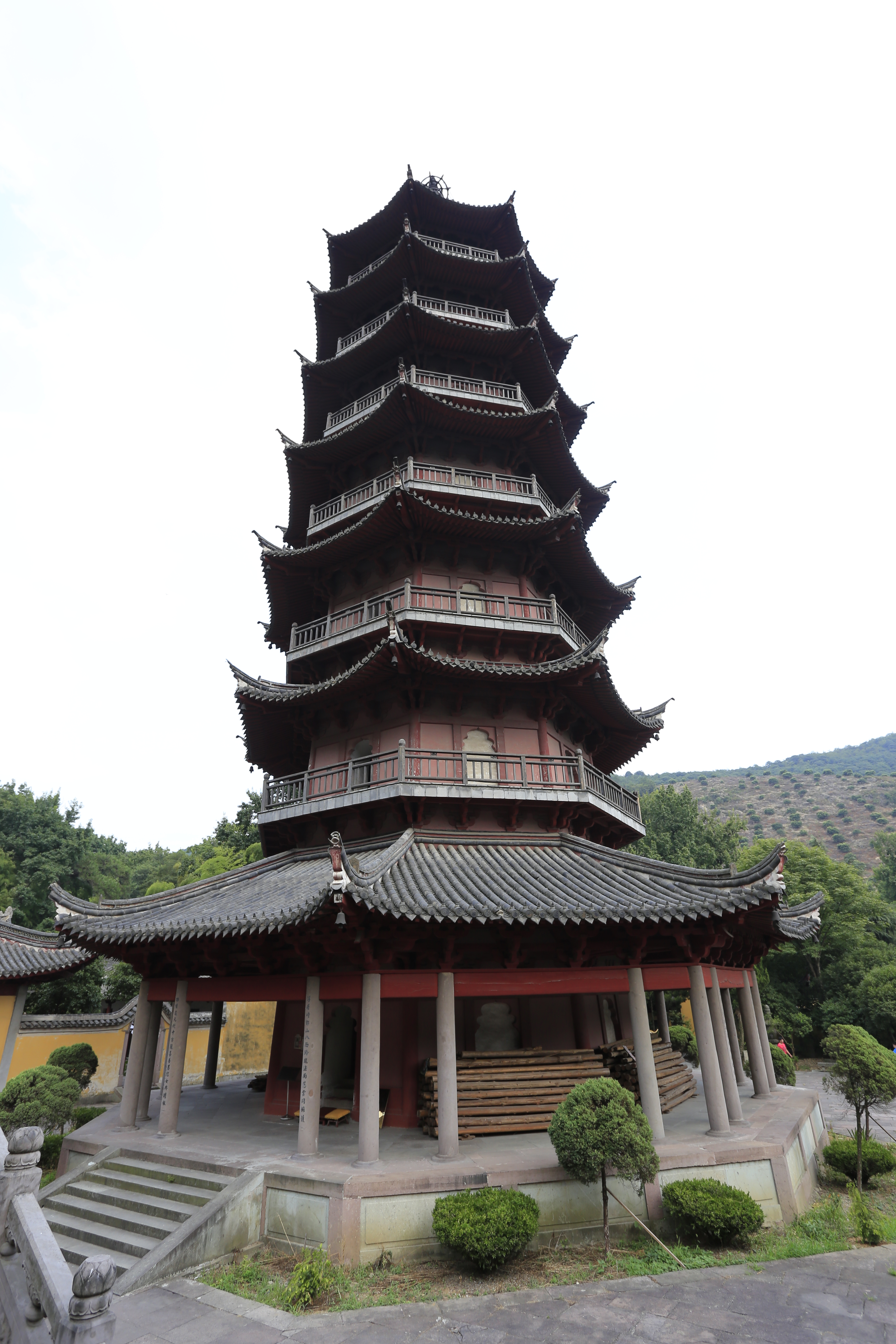
Tempio Ayuwang - (PARTICOLARE) la pagoda orientale.

I grandi complessi templari/monastici gestivano una vasta serie di attività (frantoi, mulini ad acqua, banchi di pegno, ostelli/ospedali, ecc.), amministravano possedimenti terrieri anche piuttosto vasti (enormi nel caso dei templi apicali) anche affittando lotti coltivabili a contadini inoccupati. La vocazione mondana/lavorativa della monachesi buddista-Chán, vocazione i cui brillanti risultati aiutano a comprendere l'interesse maturato dai Song per il fenomeno, è appunto una delle peculiarità del buddismo cinese che si discosta nettamente dall'approccio "mendicante" della monachesi buddista indica.

### Organizzazione
Il Wǔ Shān Shí Chà Zhìdù s'appoggiava su cinque monasteri apicali, i.e. le 五山T, Wǔ ShānP, lett. "Cinque montagne", tutti ubicati nello Zhejiang e limitrofi alla capitale dei Song meridionali, Hangzhou:
- il Tempio Lingyin (zh. 靈隱寺T, 灵隐寺S, Língyǐn SìP) sul monte Lingyin, presso il Lago dell'Ovest di Hangzhou;
- il Tempio Jingci (zh. 淨慈寺T, 净慈寺S, Jìngcí SìP) sul monte Nanping, limitrofo al monte Lingyin;
- il Tempio Jingshan (zh. 径山寺S, Jingshan SìP) sul monte Jing, limitrofo ai monti Lingyin e Nanping, già sede di Dahui Zonggao;
- il Tempio Tiantong (zh. 天童寺S, Tiāntóng SìP) sul monte Tiantong, distretto di Yinzhou, ove morì il celebre monaco Chán-Caodong Hongzhi Zhengjue, inventore della "silente illuminazione";[48] e
- il Tempio Ayuwang (zh. 阿育王寺S, Āyùwāng SìP) sul monte Ayuwang, limitrofo al monte Tiantong, già legato alla tradizione Chán-Fayan.

I primi tre templi erano praticamente nei confini della capitale, mentre Tiāntóng Sì e Āyùwāng Sì distavano circa due giorni di cammino da Hangzhou. Tutti i Wǔ Shān erano enormi complessi templari ed amministravano vasti appezzamenti terrieri: il Língyǐn Sì era titolare di 198 qing di terreno, circa 7 423,9 ettari (18 345 acri); il Jìngcí Sì di 3733 mu, circa 229,35 ettari (566,7 acri); il Jingshan Sì di 13000 mu, circa 798,72 ettari (1 973,7 acri). A differenza delle Cinque Montagne del Giappone, i Gozan, i Wǔ Shān erano tutti templi buddisti d'antica fondazione, convertiti solo dopo secoli al Chán: il Tempio Lingyin ed il Tiantong furono fondati nel IV secolo, il Tempio del Re Ashoka (Āyùwāng Sì) addirittura al III secolo; solo il Tempio Jingci fu costruito nel X secolo in onore dell'abate Chán Yongming.
Immediatamente al di sotto dei Wǔ Shān si trovavano dieci templi di rango inferiore. A differenza della successiva evoluzione nipponica del Sistema, non disponiamo allo stato attuale della ricerca di puntuali e dettagliate informazioni sull'estensione della rete di templi del Wǔ Shān Shí Chà Zhìdù, né sui sotto-livelli collegati alle apicali Wǔ Shān. Sappiamo però per certo che molti templi cinesi aggiunsero i sinogrammi significanti "Monastero Chán" nel loro nome e che una trentina d'istituti beneficiò del patronato Song. Parimenti, è abbastanza evidente che, a differenza del Sol Levante, il governo imperiale cinese non sentì la necessità d'identificare un tempio apicale quale supervisore del Sistema.

## Il sistema in Giappone

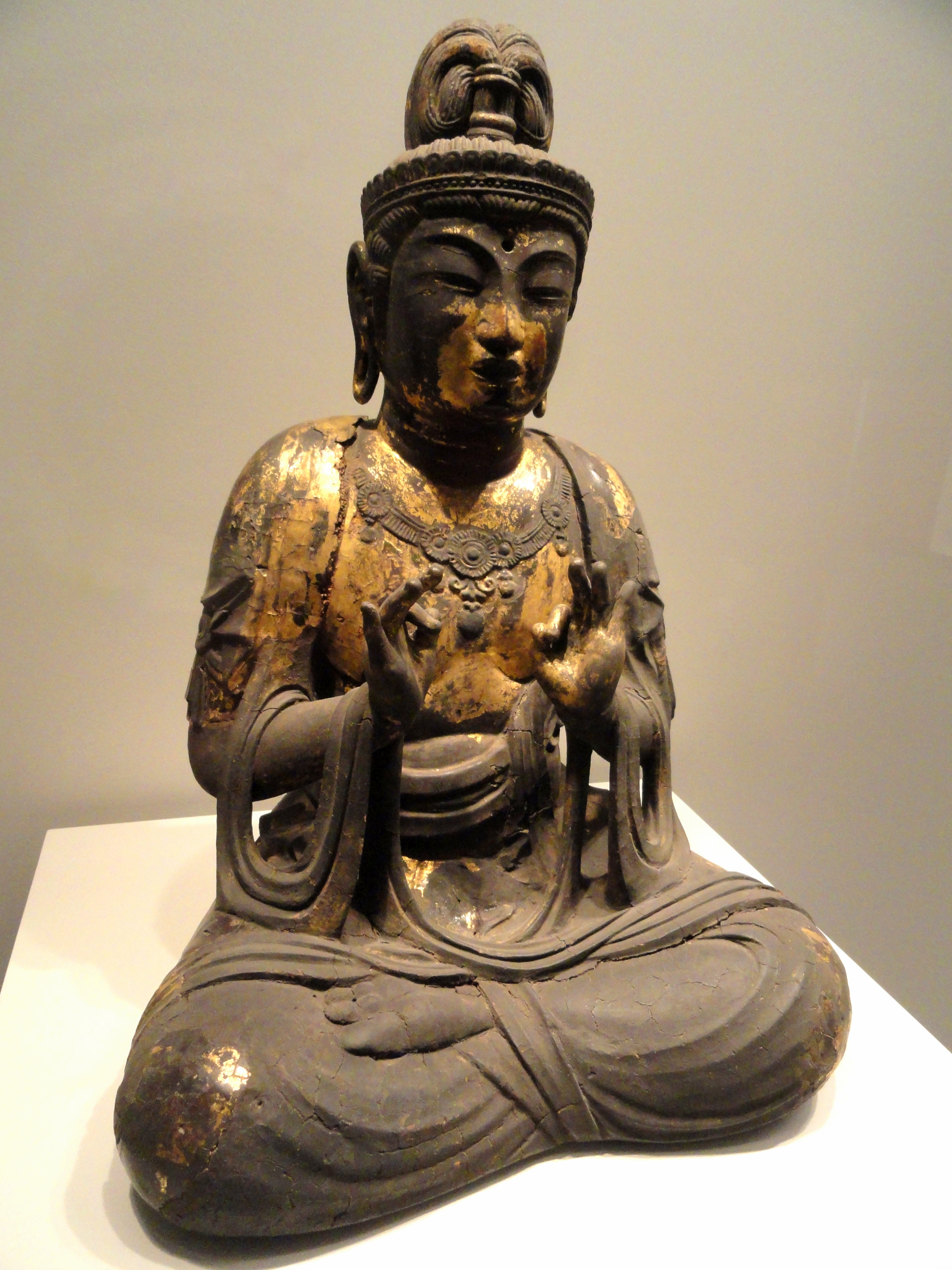
Bodhisattva (c. 775), arte Nara - Art Institute of Chicago.

Introdotto in Giappone dalla Cina durante lo Shogunato Kamakura (1192–1333), il primo bakufu del Sol Levante, dopo un'iniziale ostilità da parte delle sette buddiste più antiche e consolidate nell'Arcipelago, il Sistema delle Cinque Montagne prosperò grazie al sostegno dei governanti militari del paese a Kamakura prima e a Kyoto poi. Nella versione finale del sistema, le "Cinque Montagne di Kamakura" erano: Kenchō-ji, Engaku-ji, Jufuku-ji, Jōchi-ji e Jōmyō-ji. Le "Cinque Montagne di Kyoto", create successivamente dallo shogunato Ashikaga (1336–1573) dopo il crollo dei Minamoto di Kamakura, erano Tenryū-ji, Shōkoku-ji, Kennin-ji, Tōfuku-ji e Manju-ji. Sopra tutti dominava l'enorme tempio Nanzen-ji. Al di sotto del vertice sviluppava una rete capillare di templi più piccoli, diffusi a livello nazionale, che permetteva di far sentire ovunque nell'impero l'influenza del sistema.

### Storia

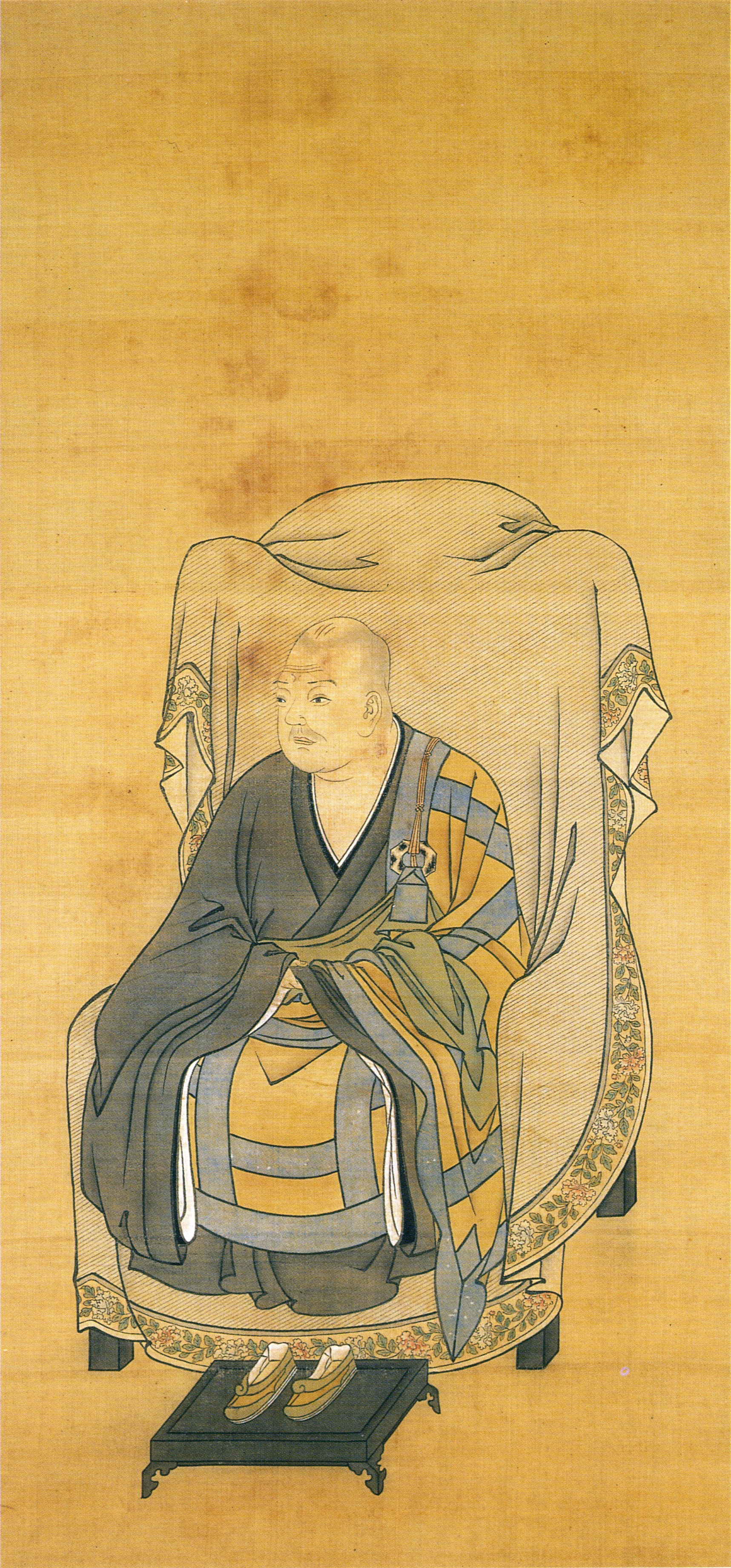
Lo Shikken Hōjō Tokiyori (r. 1246–1256), promotore del Sistema delle Cinque Montagne in Giappone.

Lo Zen, evoluzione nipponica del Chán, aveva faticato notevolmente ad attecchire nel Sol Levante causa la feroce opposizione della locale Scuola buddista Tendai (jp. 天台宗, Tendai-shū), riuscendovi non prima del XIII secolo per opera di riformatori Tendai come Eisai (1141–1215), già discepolo del maestro Chán-Linjin Xūān Huáichǎng nel quadriennio 1187–1191, fondatore della Scuola Rinzai, evoluzione nipponica del Chán-Linjin, e Eihei Dōgen (1200–1253), già discepolo del maestro Chán-Caodong Rujing (1163–1228), della scuola di Hongzhi Zhengjue, fondatore della Scuola Sōtō (jp. 曹洞宗, Sōtō-shū), evoluzione nipponica del Chán-Caodong. Il passo successivo fu l'arrivo nell'Arcipelago di missionari Chán dalla Cina, come il sopracitato Lanxi Daolong (arrivato in Giappone nel 1246), per il quale lo Shikken Hōjō Tokiyori (r. 1246–1256), reggente dello Shogunato Kamakura, fece costruire il Kenchō-ji a Kamakura con lo scopo precipuo di farne un monastero-scuola Zen.
La necessità, per il governo imperiale giapponese, di ricondurre sotto la burocrazia statale la monachesi buddista era molto più pressante rispetto alla Cina perché, a partire dal X secolo vi si era diffusa la figura (e la relativa problematica socio-politica) del Sōhei (jp. 僧兵, lett. "Monaco-soldato"), gruppi paramilitari associati ai templi buddisti nei quali militavano laici e monaci ordinati che trasformavano in violente rivolte armate, spesso vere e proprie guerre, le rivalità politiche o teologiche in seno al Tendai.
La diffusione del Sistema delle Cinque Montagne (jp. (五山十刹制度?, Gozan Jissetsu Seido) nel Giappone Kamakura, cronologicamente di poco posteriore all'effettiva diffusione ivi dello Zen, fu dunque una mossa politica deliberata della Reggenza Hōjō (1199–1333): le "Cinque Montagne" di Kamakura, con la sola eccezione del Jōmyō-ji (comunque posizionato al vertice del sistema solo in fase successiva), furono tutti monasteri fondati da membri del clan Hōjō, sulla falsariga di quanto fatto da Tokiyori. Sotto questi templi apicali s'organizzarono il resto dei templi Zen del paese, posti così sotto il controllo dello Stato: anzitutto i templi della Scuola Rinzai ma in minor misura anche la Sōtō, nello specifico il suo ramo Kōchi-ha (宏智派?). La rete era supervisionata da una burocrazia statale creata appositamente per questo compito (dal regno di Shōgun Yoshimitsu, 1368–1394, tramite apposito ufficio centrale del sōroku, sulla falsa riga del seng-lu cinese) ed i monaci stessi, spesso ben istruiti e qualificati, furono impiegati dallo Shikken e poi dallo Shōgun per il governo degli affari di stato, come già fatto dai Song in Cina con i monaci Chán.

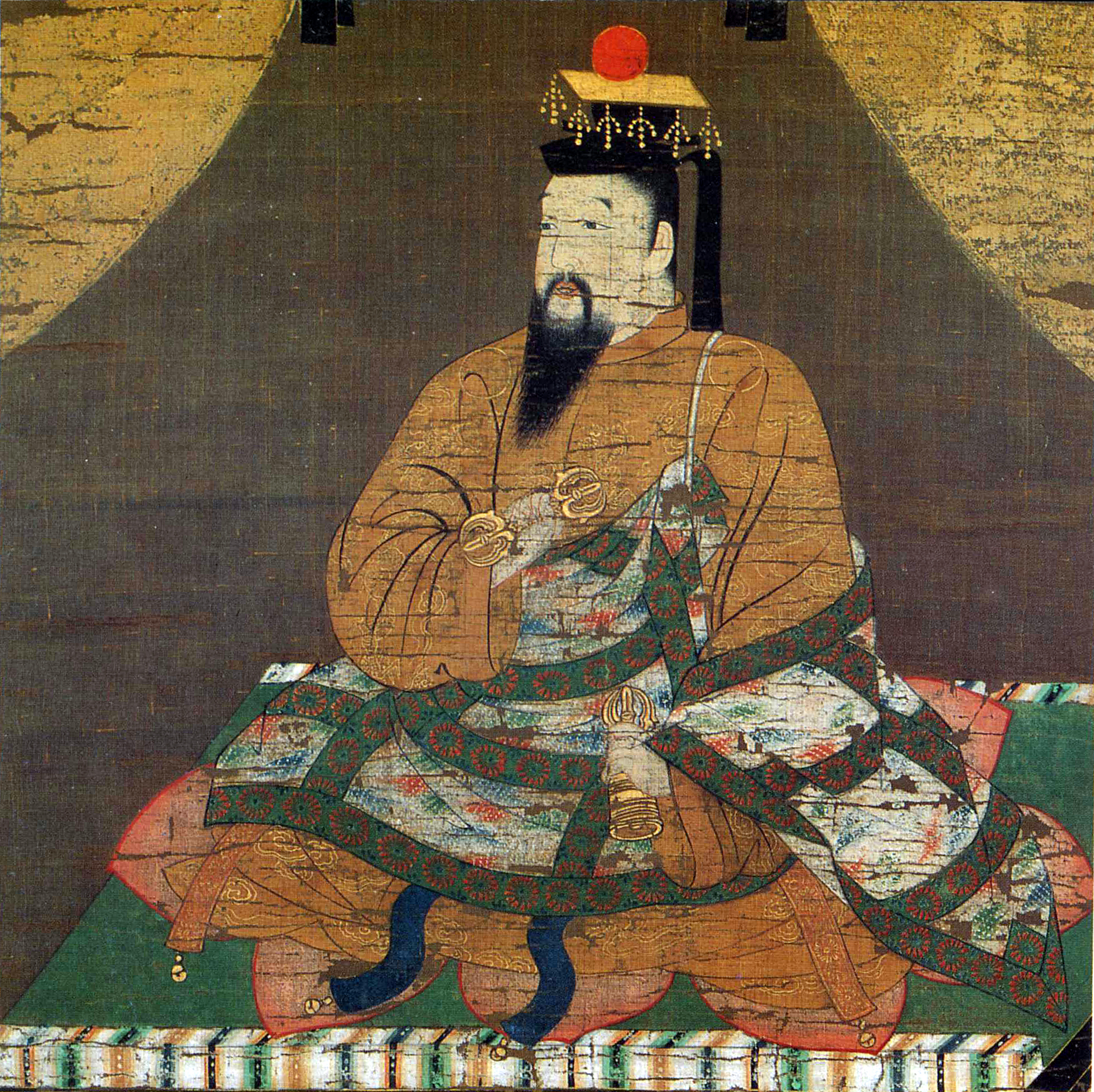
L'imperatore Go-Daigo (r. 1318–1339) ufficializzò in Giappone il Sistema delle Cinque Montagne.

Il primo riconoscimento ufficiale del Sistema venne dall'imperatore Go-Daigo (r. 1318–1339), promotore dell'effimera Restaurazione Kenmu (1333–1336) che fece da interludio tra lo shogunato dei Minamoto e quello degli Ashikaga e vide i monaci-guerrieri schierarsi al fianco dell'imperatore contro lo Shōgun. Il sistema aveva già allora la sua forma definitiva a tre livelli: al vertice i Cinque Monti/Templi di Kyoto (il Kyoto Gozan (京都五山?), patrocinati da Go-Daigo e da lui anteposti ai Cinque Monti/Templi di Kamakura (Kamakura Gozan (鎌倉五山?); al secondo livello i Dieci Templi Jissetsu;  in basso alcune centinaia (250-300?) di templi Shozan.
Il Gozan Jissetsu Seido fu poi modificato più volte secondo le preferenze del governo e della Casa Imperiale, principiando dal primo periodo Muromachi, quando la tentata restaurazione imperiale di Go-Daigo fu abortita dagli Ashikaga durante il Periodo Nanboku-chō (1336–1392): es. il 1º Pretendente alla corte del Nord Kōgon (r. 1332–1334), già rivale di Go-Daigo supportato dagli Ashikaga, promulgò nel 1345 (durante i suoi arresti domiciliari) un editto per l'implementazione del nuovo sistema. Seguendo il consiglio dell'eminente monaco Musō Soseki, Shōgun Ashikaga Takauji (r. 1338–1358) e suo fratello Ashikaga Tadayoshi decisero di rafforzare il sistema costruendo in ogni provincia un Ankoku-ji (安国寺?, Tempio della pacificazione nazionale) e un Rishō-tō (利生塔?, Pagoda per il benessere dell'io senziente), dedicati alla memoria dei morti della Guerra Genkō (1331–1333) tramite la quale Go-Daigo aveva spezzato il potere degli Hōjō: nel quinquennio 1362–1367, furono costruiti templi e pagode in 66 province. Sempre su suggerimento del Maestro Musō, Takauji costruì il Tenryū-ji in memoria di Go-Daigo, portando così il numero dei templi di Kyoto a cinque. I fratelli morirono prematuramente (Tadayoshi nel 1352, secondo il Taiheiki per avvelenamento, e Takauji nel 1358 per cancro), quindi non poterono supervisionare la creazione del sistema fino alla sua fine, lasciandone il completato al nipote Ashikaga Yoshimitsu, creatore del sopracitato ufficio di controllo sōroku. Già al tempo di suo padre, Ashikaga Yoshiakira (r. 1358-1367), impegnato fino alla morte nella guerra con la Corte del Sud, i governatori Ashikaga erano ormai diventati signori della guerra forti e indipendenti. Anche se di conseguenza le province non accettarono più la supervisione del Gozan e dello Shogunato, il "Sistema Gozan-Ankoku-ji" rimase un valido strumento per controllare le varie sette Zen.
Il Gozan declinò nel tardo Periodo Muromachi, causa il collasso del potere Ashikaga e la crescente secolarizzazione dei monasteri che spinse molti monaci a cercare altri eremi o cenobi presso i quali praticare uno Zen più puro e pratico. Coltivati dal governo non ultimo per contrapporre una forma di buddismo statalizzato ai pericolosi Sōhei, i Gozan non disponevano di proprie ingenti risorse militari, dipendendo militarmente dallo Shōgun. Collassato il potere Ashikaga, le Cinque Montagne di Kyoto restarono in balia dei rivolgimenti politici e militari, tanto che, dopo la catastrofica Guerra Ōnin (1467–1477), il Nanzen-ji, tanto quanto Kennin-ji, Tenryū-ji e Shokoku-ji furono rasi al suolo e lo stesso valse per diversi Jissetsu e Shozan dell'area: i Gozan furono ricostruiti ma i templi minori no.

### Funzione
Il Gozan Jissetsu Seido fu adottato per promuovere lo Zen in Giappone ma, come già accaduto in Cina, fu controllato e utilizzato dalla classe dirigente del paese per i propri fini amministrativi e politici, tra i quali l'indebolimento degli Sōhei. Il Sistema consentiva ai templi apicali di funzionare come ministeri de facto, utilizzando la loro rete nazionale di sedi per la distribuzione di leggi e norme governative e per il monitoraggio delle condizioni locali per i loro superiori militari. I Minamoto-Hōjō prima e gli Ashikaga poi poterono quindi mascherare di sacralità il loro potere, mentre monaci e sacerdoti lavoravano per il governo come traduttori, diplomatici e consiglieri.
Alla setta Rinzai, la collaborazione con lo shogunato portò ricchezza, influenza e peso politico.
Sotto il patrocinio dei loro maestri, i Gozan divennero gradualmente centri d'apprendimento e svilupparono una letteratura caratteristica chiamata "Letteratura giapponese delle Cinque Montagne" (jp. 五山文学, Gozan Bungaku). I monaci-studiosi del Gozan esercitarono un'influenza di vasta portata sugli affari politici interni del paese proprio perché, come anticipato, servirono lo Shōgun come agenti/burocrati. Il Sistema attribuiva grande valore a un forte orientamento verso la filosofia, la letteratura e le arti della Cina ed i centri Gozan, la cui influenza su molti campi culturali nipponici era ormai pervasiva, ebbero pertanto uno stretto rapporto con i Ming subentrati ai mongoli-Yuan nel dominio della Cina, e giocarono un ruolo importante nell'importazione del Neoconfucianesimo, specie gli insegnamenti del Maestro dei Cinque Classici (zh. 五經博士T, 五经博士S, Wǔjīng BóshìP) Zhu Xi (1130–1200), il Secondo Confucio, noti in Giappone come 朱子学, Shushigaku, lett. "Insegnamenti di Zhu Xi".

### Organizzazione

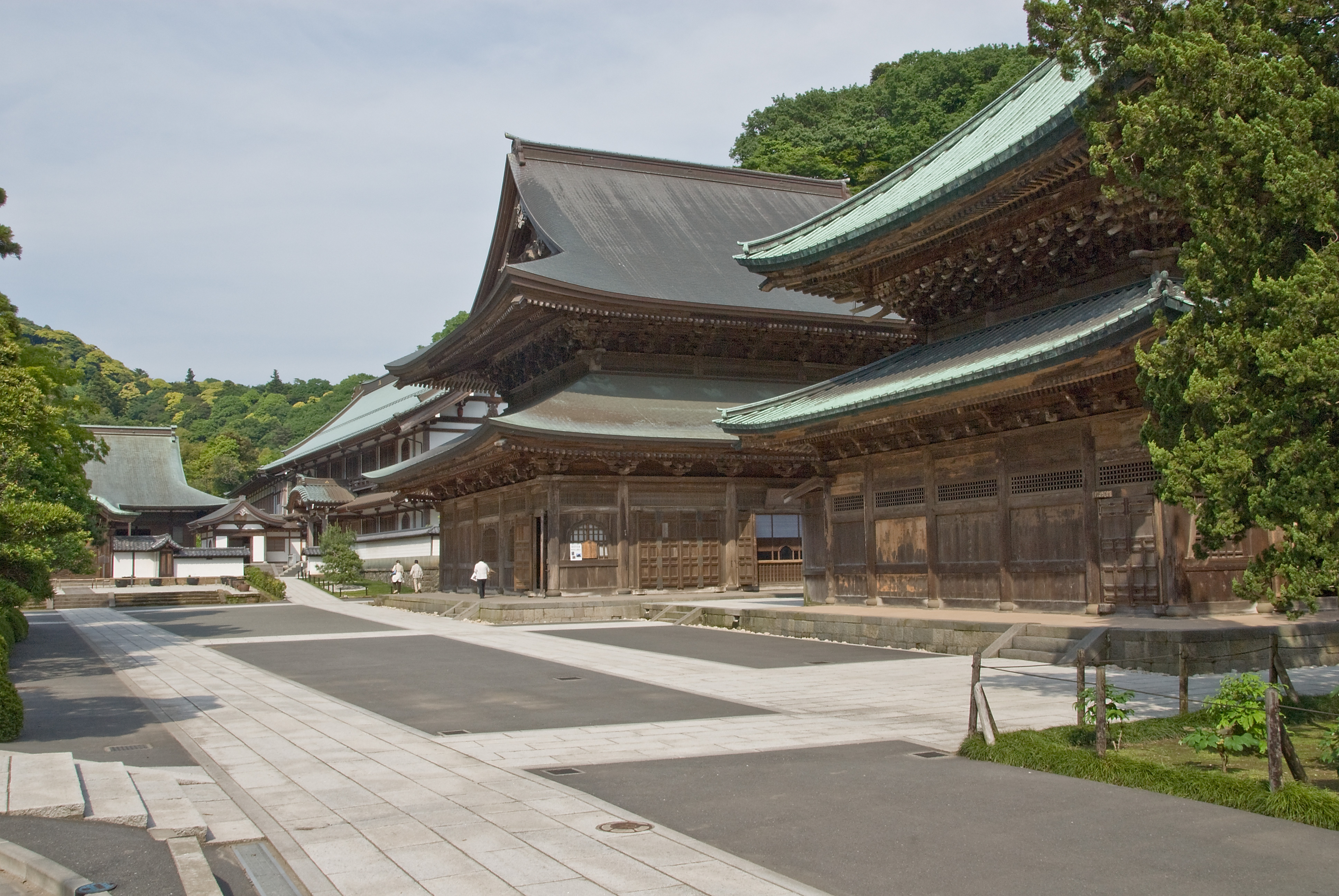
Il Kenchō-ji, vertice del Gozan di Kamakura - (PARTICOLARE) lo Shichidō garan.

Come anticipato, il maturo  (五山十刹制度?, Gozan Jissetsu Seido) era strutturato su tre livelli: al vertice i Cinque Monti/Templi di Kyoto e i Cinque Monti/Templi di Kamakura, comunque subordinati a quelli di Kyoto; al secondo livello i Dieci Templi Jissetsu; al fondo alcune centinaia (250-300?) di templi Shozan.

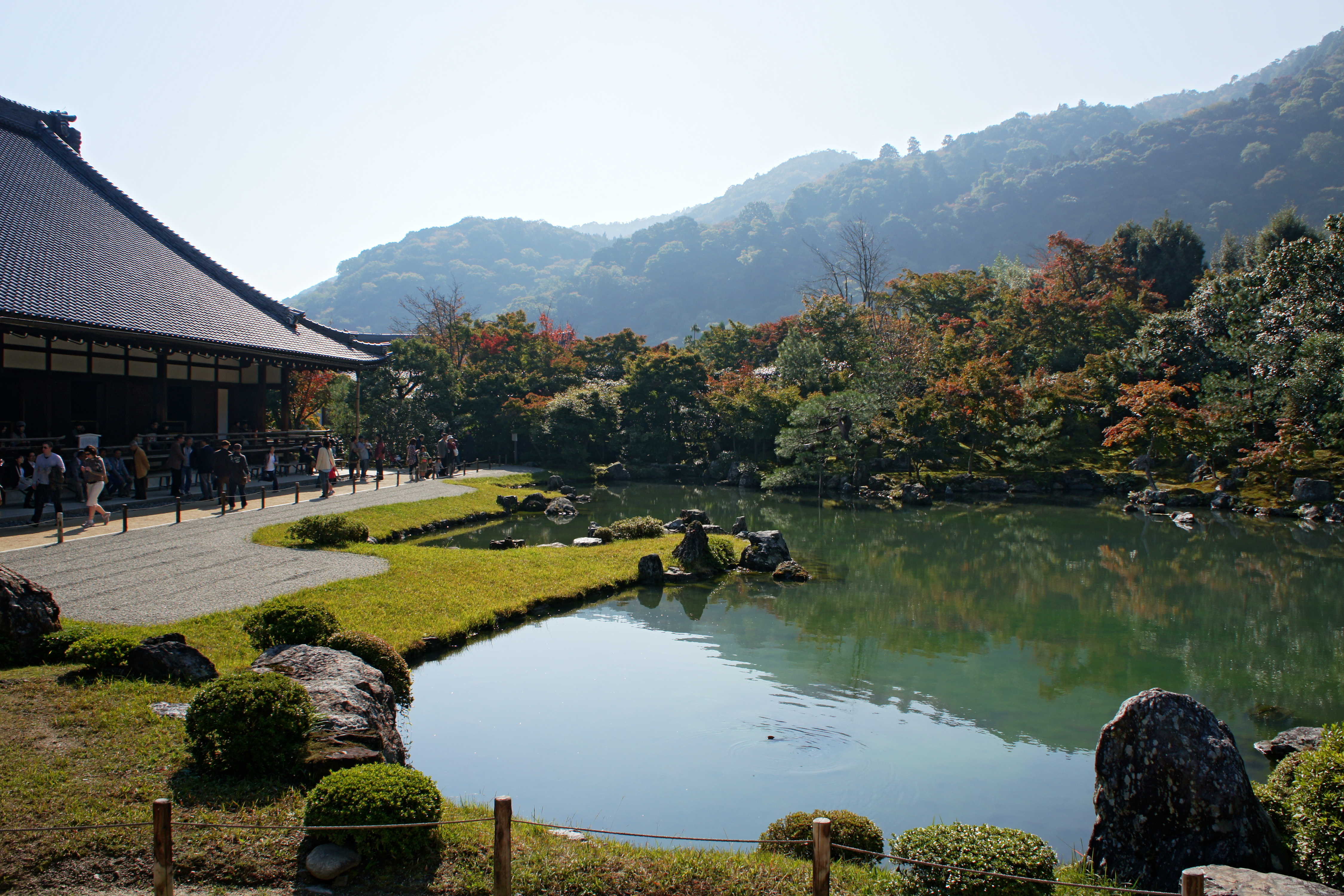
Il Tenryū-ji, vertice del Gozan di Kyoto - (PARTICOLARE) il giardino zen costruito da Musō Soseki.

Un capo sacerdote Zen jūji (住持?), nel corso della sua carriera, solitamente passava dalla gestione di uno Shozan ad un Jissetsu ed infine ad un Gozan.

#### Gozan
Al crollo dei Minamoto-Hōjō di Kamakura (1333) i quattro templi Kennin-ji, Kenchō-ji, Engaku-ji e Jufuku-ji di Kamakura, erano già conosciuti come Gozan, anche se il loro numero non era di cinque ma di quattro (due a Kyoto e due a Kamakura). Ciò premesso, non si sa molto altro del sistema quanto a struttura ed ordine gerarchico. Come anticipato, Go-Daigo patrocinò ed antepose il Kyoto Gozan al Kamakura Gozan creato dagli Hōjō, con Daitoku-ji e Nanzen-ji insieme al vertice della gerarchia, seguiti da Kennin-ji e Tōfuku-ji. Takauji Ashikaga portò a cinque il numero dei templi di Kyoto dedicando Tenryū-ji a Go-Daigo.
Si arrivò così alla prima esplicita formulazione del sistema datata all'anno 1341, due anni dopo la morte di Go-Daigo:
| Primo Rango                | Kencho-ji, Kamakura |
| Primo Rango                | Nanzen-ji, Kyoto    |
| Secondo rango              | Engaku-ji, Kamakura |
| Secondo rango              | Tenryū-ji, Kyoto    |
| Terzo Rango                | Jufuku-ji, Kamakura |
| Quarto Rango               | Kennin-ji, Kyoto    |
| Quinto Rango               | Tofuku-ji, Kyoto    |
| Sottotempio (o jun-gozan ) | Jochi-ji, Kamakura  |

Dalle loro città base di Kamakura e Kyoto, i sistemi gemelli delle Cinque Montagne esercitarono una grande influenza sull'intero paese grazie al sopracitato sistema degli Ankoku-ji e delle Rishō-tō: la rete degli Ankoku-ji era strettamente controllata dagli shugo (governatori) Ashikaga ed era semplicemente associata al sistema Gozan, mentre le Rishō-tō erano proprietà diretta dei Gozan, ad eccezione di quelle associate agli Ashikaga ma collegate a potenti templi di scuole non-Rinzai, principalmente delle sette Shingon, Tendai e Risshū. Al netto delle rivolte e delle guerre provinciali e civili che gli Ashikaga dovettero sostenere, il Sistema Gozan-Ankoku-ji rimase un valido strumento ci controllo socio-politico, oltre che delle varie sette Zen, dello Shogunato.
Dopo il completamento dello Shōkoku-ji da parte di Yoshimitsu nel 1386, fu creato un nuovo sistema di classificazione, poi rimasta più o meno immutata per tutta la durata del Sistema, con Nanzen-ji, "Primo Tempio della Terra", in una classe a sé stante quale supervisore del Sistema:
| Nanzen-ji     |            |           |
|               | Kyoto      | Kamakura  |
| Primo Rango   | Tenryū-ji  | Kenchō-ji |
| Secondo rango | Shokoku-ji | Engaku-ji |
| Terzo Rango   | Kennin-ji  | Jufuku-ji |
| Quarto Rango  | Tōfuku-ji  | Jochi-ji  |
| Quinto Rango  | Manju-ji   | Jōmyō-ji  |

Decaduto il Gozan Jissetsu Seido durante il Periodo Sengoku (1467–1603) che aveva seguito il collasso degli Ashikaga, i templi apicali restarono comunque monumentali strutture di cui daimyō, signori della guerra, shōgun ed imperatori non dimenticarono di prendersi cura: es. l'imperatore Go-Yōzei (r. 1586-1611) finanziò la sontuosa ristrutturazione dei quartieri dell'abate del Nanzen-ji, oggi un tesoro nazionale del Giappone.

#### Jissetsu

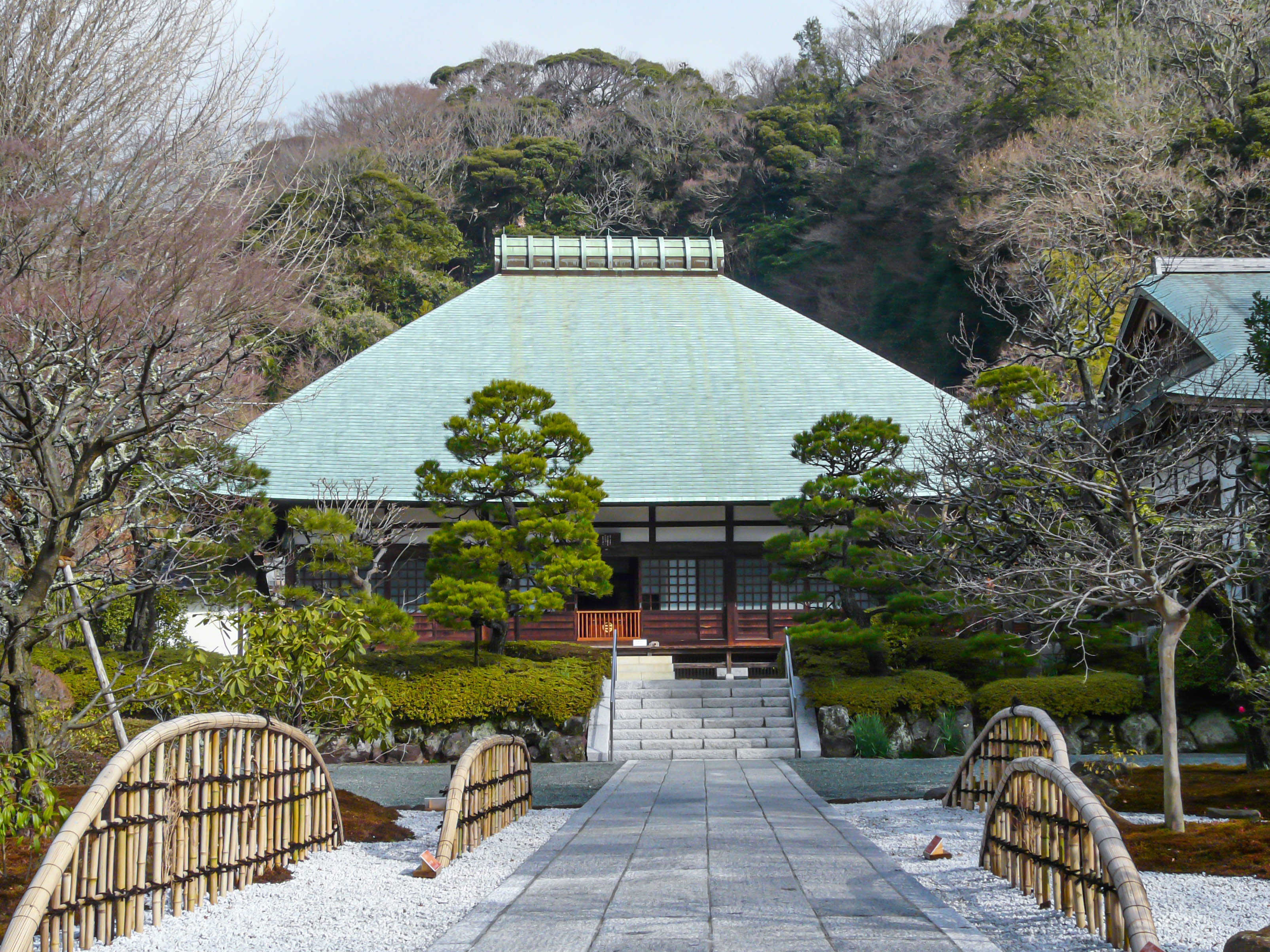
Il Jōmyō-ji di Sagami - (PARTICOLARE) la sala principale.

Il Jissetsu, secondo livello del sistema delle Cinque Montagne, fu creato per essere gerarchicamente sotto il Gozan ma si sviluppò lentamente verso un sistema indipendente. I templi di questo rango erano in generale istituzioni potenti e di grande prestigio e dovevano aiutare finanziariamente e in altro modo il governo militare.
Durante la Restaurazione Kenmu templi come il Jōmyō-ji nella provincia di Sagami e Manju-ji (万寿寺?) nella provincia di Bungo facevano già parte del Sistema che si presume quindi sia nato durante il tardo periodo Kamakura. Tuttavia non si sa altro sul carattere e sulla struttura del sistema in quel momento. Nel 1341 il sistema comprendeva Jōmyō-ji, Zenkō-ji (禅興寺?), Tōshō-ji e Manju-ji nella provincia di Sagami, Manju-ji, Shinnyō-ji (真如寺?) e Ankoku-ji (安国寺?) nella provincia di Yamashiro, Chōraku-ji (長楽寺?) nella provincia di Kōzuke, Shōfuku-ji (聖福寺?) nella provincia di Chikuzen e Manju-ji a Bungo.
Dopo molti cambiamenti, nel 1386 il sistema fu diviso tra Kantō Jissetsu, sottoposto al Gozan di Kamakura, e i Kyoto Jissetsu, sottoposto al Gozan di Kyoto, come nel seguito:
- Kyoto Jissetsu: Tōji-in (等持院?), Rinsen-ji (臨川寺?), Shinnyō-ji (真如寺?), Ankoku-ji (安国寺?), Hōdō-ji (宝幢寺?), Fumon-ji (普門寺?), Kōkaku-ji (広覚寺?), Myōkō-ji (妙光寺?), Daitoku-ji (大徳寺?) e Ryūshō-ji (竜翔寺?);
- Kantō Jissetsu: Zenkō-ji (禅興寺?), Zuisen-ji (瑞泉寺?), Tōshō-ji (東勝寺?), Manju-ji (万寿寺?), Taikei-ji (大慶寺?), Zenpuku-ji (善福寺?) e Hōsen-ji (法泉寺?) a Sagami, più Kōsei-ji (興聖寺?) nella provincia di Mutsu, Tōzen-ji (東漸寺?) nella provincia di Musashi e Chōraku-ji (長楽寺?) a Kōzuke.

In questo novero, il Jōmyō-ji non figura perché passato nel novero dei Gozan.
Successivamente il termine Jissetsu perse il significato originario e divenne semplicemente un grado. Di conseguenza, alla fine del Medioevo comprendeva oltre 60 templi.

#### Shozan
Il terzo e più basso livello era lo Shozan, anche kassatsu, kōsatsu o kassetsu (甲刹?) come livello corrispondente del sistema di templi sponsorizzato dallo stato cinese. Questi ultimi termini però vengono normalmente usati solo per iscritto per eleganza. Il termine in Cina significava "primo in grado" in una certa provincia, un significato andato perduto in Giappone.
Posto che, nel 1321, lo Sūju-ji (崇寿寺?) della provincia di Sagami e, nel 1230, il Jushō-ji (寿勝寺?) della provincia di Higo facevano parte del sistema, l'origine del sistema data ad un periodo certamente antecedente. Altri templi ubicati ovunque nel Giappone furono aggiunti successivamente, durante il restauro di Kemmu di Go-Daigo. A differenza dei Gozan e dei Jissetsu, gli Shozan non erano ordinati gerarchicamente e non c'erano limiti al loro numero che crebbe di conseguenza fino ad un totale di 230 strutture.

### Rinka, lo Zen non sistemico

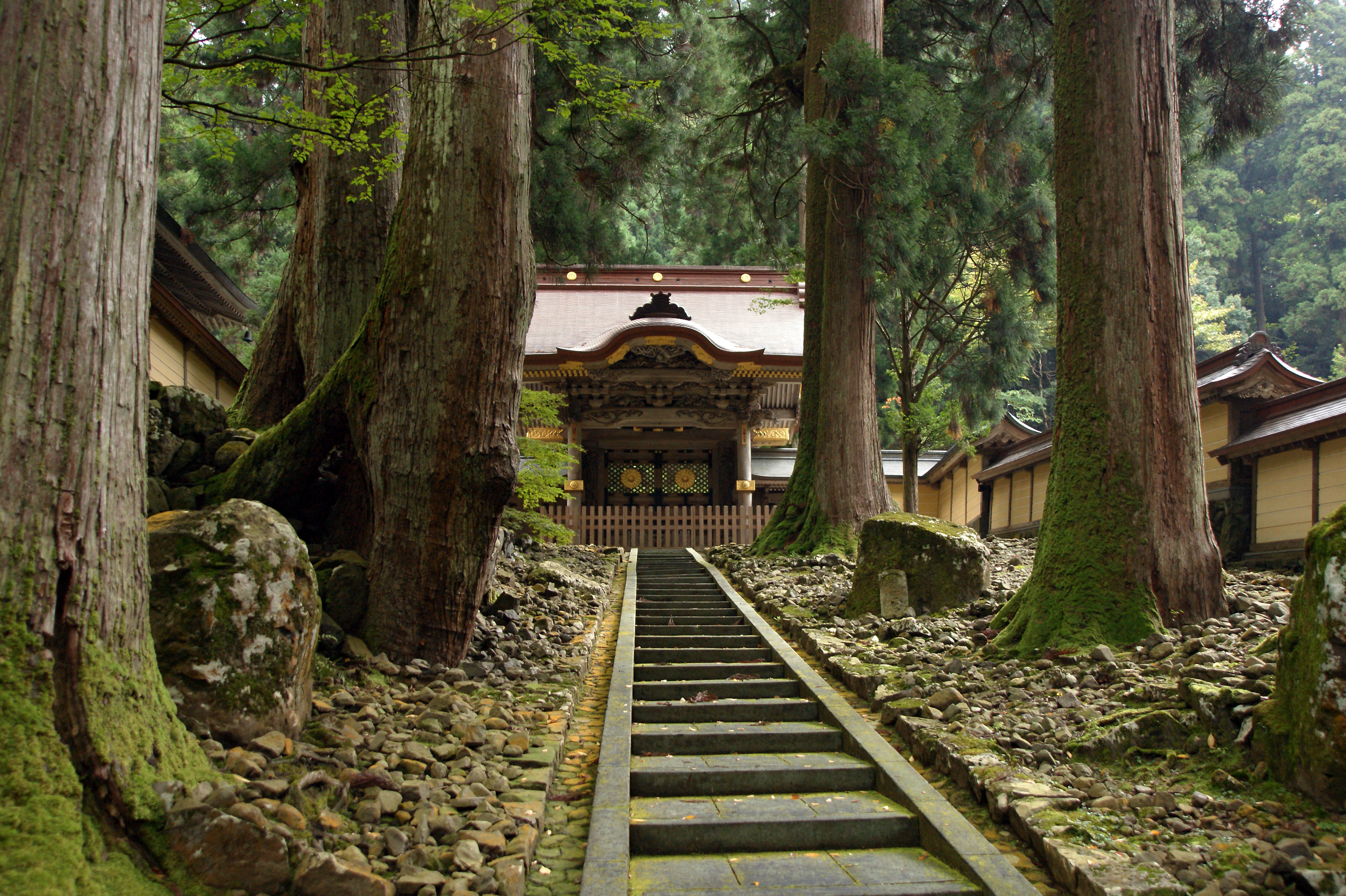
Il Eihei-ji della Scuola Sōtō.

Oltre ai templi del Gozan Jissetsu Seido ce n'erano, nelle province, anche molti altri chiamati Rinka (林下?, Foresta sottostante). Durante il Medioevo giapponese, i monasteri Rinka furono l'altro ramo principale dello Zen. A differenza dei templi delle Cinque Montagne, davano poca enfasi alla cultura cinese ed erano gestiti da monaci meno istruiti che preferivano le pratiche zazen e kōan alla poesia. Il Rinka Zen, anzitutto grazie alla sua ubicazione agreste, lontana dalle grandi città, godette d'un notevole grado di autonomia rispetto all'opprimente Sistema delle Cinque Montagne e poté così prosperare tra gli strati inferiori delle caste dei guerrieri (samurai), dei mercanti e dei contadini che vedevano la religione come un mezzo per raggiungere semplici obiettivi mondani come profitti ed esorcismi.
Al novero dei Rinka appartenevano anche monasteri delle grandi scuole istituzionalizzate: anzitutto l'Eihei-ji-Sōtō, fondato niente meno che da Eihei Dōgen nel 1244, oltre ai Daitoku-ji (già un Jissetsu, poi un Rinka e sede del famoso maestro Ikkyū Sōjun, 1394–1481), Myōshin-ji e Kōgen-ji della Scuola Rinzai.
Proprio la mancanza di legami politici, uno svantaggio all'inizio della loro storia, fu la ragione per cui i Rinka prosperarono in seguito. Durante il declino dell'autorità Ashikaga, acuito dopo la Guerra Ōnin (1467–1477), i Rinka legati ai vari signori della guerra prosperarono a discapito dei Gozan legati a doppio filo agli Ashikaga di cui condivisero l'inesorabile declino.
Alcune misure del successo dei Rinka sono per es. il fatto che presso il Daitoku-ji fu sepolto Oda Nobunaga (1534–1582), il primo "Grande unificatore" del Giappone al volgere del Periodo Sengoku; che le odierne scuole Sōtō e Rinzai sono frutto d'una rifondazione effettuata da maestri dello Zen Rinka; ecc.

### Esplicative
1. ↑  Il novero dei buddisti presenti in Cina nel periodo era però falsato dal fatto che le "patenti monacali" che esentavano i titolari dal pagamento delle tasse, vendute dai Song a partire dal 1067, monto prima dell'istituzione ufficiale Wu Shan Shi Cha, non implicavano l'obbligo per l'acquirente di tonsurarsi né vestire la Kāṣāya (zh. 袈裟S, JiāshāP) - Kuhn 2009, p. 109.
2. ↑  Al netto di sicuri, precedenti contatti, il buddismo venne diffuso in Giappone da missionari cinesi e coreani alla metà del VI secolo (v.si Sei scuole di Nara, jp. Nanto Rokushū, o semplicemente Rokushu, 六宗) - (EN) Michael Hoffman, Buddhism's arrival, Shinto's endurance, in Japan Times, 14 marzo 2010. URL consultato il 20 dicembre 2023 (archiviato dall'url originale il 17 luglio 2012). (EN) Mark Schumacher, Early Schools & Sects of Japanese Buddhism Japan's Asuka & Nara Periods + 552 to 794, su onmarkproductions.com, Onmark Productions. URL consultato il 3 febbraio 2013.
3. ↑  Il padre di Hōjō Tokiyori, Hōjō Tokiuji, era uno sōhei.

### Bibliografiche
1. ↑  Baroni 2002, p. 116.
2. 1 2 3 4  Dumpoulin 2005a, pp. 265-266.
3. 1 2 3 4 5  Yampolski 2003, p. 267.
4. ↑  Collcutt 1981, p. xvi.
5. 1 2 3 4 5 6  Iwanami Nihonshi Jiten, Gozan.
6. 1 2 3 4 5  Dumoulin 2005b, p. 151.
7. 1 2 3 4  Harada 2007, p. 41.
8. 1 2 3 4  Kuhn 2009, p. 108.
9. 1 2 3  Johnston 2000, p. 271.
10. 1 2  (EN) Shohei Ichimura, The Baizhang Zen Monastic Regulations, BDK English Tripiṭaka Series, Berkeley, CA, Numata Center for Buddhist Translation and Research, 2006.
11. 1 2  (EN) Mario Poceski, Chinese Buddhism, in Randall L. Nadeau (a cura di), The Wiley-Blackwell Companion to Chinese Religions, John Wiley & Sons, 2012,  pp. 197-218.
12. ↑  (EN) Chün-fang Yü, Chinese Buddhism: A Thematic History, University of Hawaii Press, 2020,  pp. 14-15.
13. ↑  Lagerwey 2019, p. 71.
14. 1 2  (EN) Timothy Brook, Praying for Power: Buddhism and the Formation of Gentry Society in Late-Ming China, Harvard University Press, 1993,  pp. 2-3, ISBN 0674697758.
15. ↑  (EN) Jacques Gernet e Franciscus Verellen, Buddhism in Chinese Society, 1998,  pp. 14 e 318-319.
16. ↑  Wright 1959, pp. 88-94.
17. ↑  Dumoulin 2005a, p. 298.
18. ↑  Dumoulin 2005a, pp. 85-94.
19. ↑  Libro dei Tang.
20. ↑  Libro delle Cinque dinastie.
21. ↑  Lagerwey 2019, p. 132.
22. ↑  (EN) Wolfgang Drechsler, Wang Anshi and the origins of modern public management in Song Dynasty China, in Public Money & Management, vol. 33, n. 5, 2013,  pp. 353-360.
23. ↑  (EN) Thomas Cleary, Classics of Buddhism and Zen, vol. 1, Boston, Shambhala publications, 2005, ISBN 978-1-57062-831-3.
24. 1 2  Buswell 2004, pp. 131-134.
25. 1 2 3 4  Dumoulin 2005a, p. 244.
26. 1 2 3  Yampolski 2003, p. 266.
27. ↑  (EN) Albert Welter, The Linji lu and the Creation of Chan Orthodoxy: The Development of Chan's Records of Sayings Literature, Oxford University Prtess, 2009, ISBN 978-0-19-532957-5.
28. ↑  (EN) Robert M. Gimello, Marga and Culture: Learning, Letters, and Liberation in Northern Sung Ch'an., in Buswell e Robert M. Gimello (a cura di), Paths to Liberation, Delhi, Motilal Banarsidass Publishers, 1994,  pp. 475-505.
29. ↑  Dumoulin 2005a, p. 243.
30. 1 2 3  (EN) Albert Welter, The Meaning of Myriad Good Deeds: A Study of Yung-ming Yen-shou and the Wan-shan t'ung-kuei chi, P. Lang, 1992, ISBN 978-0-8204-1796-7.
31. 1 2  Dumoulin 2005a, p. 265.
32. 1 2 3  (JA) Yanagida Seizan, Chūgoku Zenshūshi, in Nishitani Keiji (a cura di), Kōza Zen, vol. 3: Zen no rekishi: Chūgoku, Tokyo, Chikuma shobō, 1974.
33. ↑  (EN) Chun-Fang Yu, Ta-hui Tsung-kao and Kung-an Ch'an, in Journal of Chinese Philosophy, vol. 6, 1979,  pp. 211-235.
34. ↑  Kuhn 2009, p. 109.
35. ↑  (EN) Morris Rossabi, Khubilai Khan : his life and times, Berkeley, University of California Press, 2009  [1989],  pp. 40-41, ISBN 978-0-520-26132-7.
36. ↑  (EN) V.L. Uspensky, Lamaist Beijing: from Shun-Chi to the Tao-Kuang., n. 4, Mosca, –Oriens, 1996.
37. ↑   Erik Zurcher, Il Buddismo in Cina, in Giovanni Filoramo (a cura di), Buddismo, Bari, Laterza, 2007,  p. 227.
38. ↑   Mario Sabattini e Paolo Santangelo, Storia della Cina, Bari, Laterza, 2000,  p. 470.
39. ↑  (EN) Robert Buswell e Donald Lopez, The Princeton Dictionary of Buddhism, Princeton University Press, 2014, ISBN 9780691157863.
40. 1 2  Weinstein 1987, p. 264.
41. ↑  Dumoulin 2005a, p. 286.
42. ↑  Lagerwey 2019, p. 133.
43. 1 2  Walsh 2010, p. 89.
44. ↑  Collcutt 1981, pp. 249-253.
45. ↑  (EN) D.T. Suzuki, Studies in Zen, New York, Delta, 1955.
46. ↑  (EN) D.T. Suzuki, Zen and Japanese Culture, New York, Bollingen/Princeton University Press, 1955, ISBN 978-0-691-09849-4.
47. ↑  Walsh 2010, p. 87.
48. ↑  Dumoulin 2005a, pp. 256-257.
49. ↑  Walsh 2010, pp. 90-91.
50. ↑  Zi 2012, p. 85.
51. ↑  Collcutt 1981, p. xvii.
52. ↑  Collcutt 1981, p. 10.
53. 1 2 3  Dunn 2007.
54. ↑  Collcutt 1981, pp. 37-41.
55. 1 2  (EN) John Snelling, The Buddhist handbook. A Complete Guide to Buddhist Teaching and Practice, Londra, Century Paperbacks, 1987.
56. ↑  Collcutt 1981, pp. 49-56.
57. ↑  (EN) Steven Heine, Dōgen, Zen Master, Zen Disciple : Transmitter or Transgressor?, in Steven Heine e Dale S. Wright (a cura di), Zen masters, Oxford University Press, 2010,  pp. 117-146, ISBN 978-0-195-36764-5.
58. ↑  (JA) Kenchō-ji [website del tempio], su kenchoji.com.
59. 1 2 3   Stephen Turnbull, Japanese Warrior Monks AD 949-1603, Oxford, Osprey Publishing, 2003, ISBN 978-1-84176-573-0.
60. ↑  Collcutt 1981, p. 59.
61. ↑  Collcutt 1981, pp. 57-59.
62. ↑  Dumoulin 2005b, pp. 151-152.
63. 1 2  Dumoulin 2005b, p. 152.
64. 1 2  Dumoulin 2005b, p. 153.
65. ↑  Dumoulin 2005b, p. 149.
66. ↑  (EN) Stephen Turnbull, The Samurai, A Military History, MacMillan Publishing Co., 1977,  pp. 48-50, ISBN 0026205408.
67. 1 2  Baroni 2002, p. 163.
68. ↑  Dumoulin 2005b, pp. 162-163.
69. 1 2  Dumoulin 2005b, p. 162.
70. 1 2  Dumoulin 2005b, pp. 174-177.
71. 1 2  Collcutt 1981, pp. 124-125.
72. ↑  Dumoulin 2005b, p. 169.
73. ↑  Collcutt 1981, p. 61.
74. ↑  (EN) Charles O. Hucker, A Dictionary of Official Titles in Imperial China, Peking University Press, 2008,  p. 569, ISBN 978-7-301-13487-0.
75. ↑  Dumoulin 2005a, p. 271.
76. 1 2 3  Dumoulin 2005b, pp. 151-165.
77. 1 2 3  Iwanami Nihonshi Jiten, Shozan.
78. ↑  (EN) Paula Deitz, Of Gardens: Selected Essays, University of Pennsylvania Press, 2011, ISBN 9780812206968.
79. 1 2 3  Iwanami Nihonshi Jiten, Jissetsu.
80. ↑  Iwanami Nihonshi Jiten, Kassatsu.
81. ↑  Dumoulin 2005b, p. 185.
82. 1 2  De Bary et al. 2005, pp. 310-311.
83. ↑  Dumoulin 2005b, pp. 185-186.
84. ↑  Collcutt 1981, pp. 125-129.

### Fonti
- (ZH) Liu Xu, 唐書T, 唐书S, TángshūP, T'angshuW, lett. "Libro dei Tang", 二十四史S, Èrshísì ShǐP, lett. "Ventiquattro Storie", 945.
- (ZH) Xuē Jūzhèng (a cura di), 舊五代史T, 旧五代史S, Jiù wǔdài shǐP, lett. "Libro delle Cinque dinastie", 二十四史S, Èrshísì ShǐP, lett. "Ventiquattro Storie", 974.

### Studi
- (JA) 岩波日本史辞典, Iwanami Nihonshi Jiten, Iwanami Shoten, 1999-2001.
- (EN) Helen Josephine Baroni, The Illustrated Encyclopedia of Zen Buddhism[collegamento interrotto], New York, The Rosen Publishing Group, 2002, ISBN 978-0-823-92240-6.
- (EN) William Theodore De Bary [et al.], Sources of Japanese tradition, Vol. 1: From Earliest Times to 1600, Columbia University Press, 2005, ISBN 0-231-12138-5.
- (EN) Robert E. Buswell (a cura di), Encyclopedia of Buddhism, 2 v., Ñāṇiswar Library, 2004.
- (EN) Martin Collcutt, Five Mountains. The Rinzai Zen Monastic Institution in Medieval Japan, Harvard University Press, 1981, ISBN 978-0-674-30498-7.
- (EN) Heinrich Dumoulin, Zen Buddhism: A History, 1: India and China, Bloomington, IN, World Wisdom, 2005  [1988], ISBN 978-0-941532-89-1.
- (EN) Heinrich Dumoulin, Zen Buddhism: A History, 2: Japan, Bloomington, IN, World Wisdom, 2005  [1990], ISBN 0-941532-90-9.
- (EN) Michael Dunn, The Gozan Temples, in The Japan Times, 23 agosto 2007.
- (JA) Hiroshi Harada, Kamakura no Koji, JTB Publishing, 2007, ISBN 978-4-533-07104-1.
- (EN) W. Johnston, Encyclopedia of Monasticism, Routledge, 2000, ISBN 1-57958-090-4.
- (EN) Dieter Kuhn, The Age of Confucian Rule: The Song Transformation of China, Harvard University Press, 2009.
- (EN) John Lagerwey, Paradigm Shifts in Early and Modern Chinese Religion, Brill, 2019, ISBN 978-90-04-38311-1.
- (EN) Michael J. Walsh, Sacred Economies: Buddhist Monasticism and Territoriality in Medieval China, Columbia University Press, 2010, ISBN 9780231519939.
- (EN) Stanley Weinstein, The Schools of Chinese Buddhism, in Kitagawa e Cummings (a cura di), Buddhism and Asian History, New York, Macmillan, 1987,  pp. 257-265.
- (EN) Arthur F. Wright, Buddhism in Chinese History, Stanford University Press, 1959.
- (EN) Philip Yampolski, Zen. A Historical Sketch, in Takeuchi Yoshinori (a cura di), Buddhist Spirituality. Later China, Korea, Japan and the Modern World, Delhi, Motilal Banarsidass, 2003.
- (EN, ZH) Yan Zi, Famous Temples in China, Pechino, Huangshan Publishing House, 2012, ISBN 978-7-5461-3146-7.